# Aigaion (Mythologie)
Aigaion (altgriechisch Αἰγαίων Aigaíōn) ist in der griechischen Mythologie der Gott der Meeresstürme.
In einem Scholion zu Apollonios von Rhodos erscheint Aigaion als (namengebende) Meeresgottheit der Ägäis und Sohn der Gaia und des Pontos. Auch für Ovid und Philostratos ist er eine Meeresgottheit, für Letzteren sogar der Urheber von Erdbeben.
Nach Ion von Chios war Aigaion ein mächtiger Sohn der Thalassa, der, von Thetis gerufen, Zeus in einem Familienstreit beistand, als Hera, Poseidon und Athene ihn zu fesseln versuchten.
Bereits Homer identifiziert Aigaion mit dem Hekatoncheiren Briareos, wie später auch Vergil und Ovid. Die Hekatoncheiren waren Helfer des Zeus in der Titanomachie. Bei Kallimachus jedoch ist Aigaion ein unter dem Ätna gefangener Gigant, somit einer der Gegner des Zeus in der Gigantomachie.